# Sisicottus montanus
Sisicottus montanus là một loài nhện trong họ Linyphiidae.
Loài này thuộc chi Sisicottus. Sisicottus montanus được James Henry Emerton miêu tả năm 1882.